# Pocket Jeunesse
Ne doit pas être confondu avec Jeunesse-Pocket.
Pocket Jeunesse ou PKJ est une maison d'édition de littérature d'enfance et de jeunesse, département des éditions Pocket, crée en 1994.
Pocket Jeunesse publie en grand format des best-sellers internationaux destinés aux adolescents et aux jeunes adultes. La série Hunger Games de Suzanne Collins fut un phénomène mondial, vendu à plusieurs millions d’exemplaires dans le monde, tout comme La Maison de la nuit de P.C. Cast et Kristin Cast. Les séries Uglies et Midnighters de Scott Westerfeld, Gone de Michael Grant, et Incarceron de Catherine Fisher, sont également publiées chez Pocket Jeunesse.

## Présentation
Les éditions Pocket ne possédaient pas de département spécifique pour la jeunesse avant l'arrivée de Leonello Brandolini en 1988.
Depuis sa création, ce département créé de nombreuses séries éphémères. Quelques collections plus durables s'appuyaient sur des rééditions de titres des éditions Nathan.
Pocket Jeunesse compte parmi ses meilleures ventes les séries La Guerre des clans, Les Gardiens de Ga'Hoole, ou encore Les P'tites Poules.

## Anciennes collections

### Pocket Junior
Cette collection (1994–2004) publia surtout des romans, en réédition ou inédits, mais aussi des rééditions de la collection Contes et Légendes des éditions Nathan. Parmi ses succès, L'Œil du loup de Daniel Pennac ou La Rivière à l'envers de Jean-Claude Mourlevat.

### Kid Pocket
Cette collection (1994–2005) s'adressait surtout aux enfants entre 4 et 10 ans. Elle réédita de nombreux titres de la collection Arc-en-poche des éditions Nathan. Elle publia aussi la série Mon prof est un extraterrestre de Bruce Coville.

### Frissons
Cette collection (1994–2003) avait pour but de publier des romans fantastiques ou d'horreur à destination des adolescents, en majorité des traductions à partir de l'anglais. Elle a publié Le Voleur d'éternité de Clive Barker, Les Yeux du dragon de Stephen King, La Falaise maudite de Christopher Pike, Fille de vampire de S. P. Somtow, et plusieurs livres de R. L. Stine.

## Collections actuelles
- 3/6 ans
- 6/9 ans
- 9/12 ans
- 13 ans et plus
- 15 ans et plus